# Nieul
Nieul é uma comuna francesa na região administrativa da Nova Aquitânia, no departamento de Alto Vienne. Estende-se por uma área de 16,97 km². Em 2010 a comuna tinha 1 658 habitantes (densidade: 97,7 hab./km²).